# 33217 Bonnybasu
33217 Bonnybasu è un asteroide della fascia principale. Scoperto nel 1998, presenta un'orbita caratterizzata da un semiasse maggiore pari a 3,0025567 UA e da un'eccentricità di 0,0720324, inclinata di 8,85868° rispetto all'eclittica.